# Slavětín (district de Havlíčkův Brod)
Pour les articles homonymes, voir Slavětín.
Slavětín (en allemand : Slawietin) est une commune du district de Havlíčkův Brod, dans la région de Vysočina, en Tchéquie. Sa population s'élevait à 122 habitants en 2020.

## Géographie
Slavětín se trouve à 5 km au sud-ouest de Ždírec nad Doubravou, à 16 km à l'est-nord-est de Havlíčkův Brod, à 33 km au nord-nord-est de Jihlava et à 106 km à l'est-sud-est de Prague.
La commune est limitée par Chotěboř au nord, par Krucemburk à l'est, par Havlíčkova Borová au sud et par Oudoleň à l'ouest.

## Histoire
La première mention écrite de la localité date de 1314.